# Camila Finn
Camila Caroline Finn (Botucatu, 6 de novembro de 1991) é uma modelo brasileira.

## Biografia
Camila tornou-se a primeira brasileira a vencer o concurso Supermodel of the World, da Ford Models, que aconteceu na noite de 8 de janeiro de 2005, em Nova York, nos Estados Unidos. A brasileira conseguiu derrotar 44 candidatas de várias partes do mundo. Com a vitória, a jovem de 13 anos conseguiu um contrato de trabalho com a Agência Ford americana de US$ 250 mil anuais. Ao vencer a etapa brasileira do Ford Supermodel, em novembro de 2004, ela já havia conquistado um contrato de R$ 150 mil.
Ela foi descoberta pela proprietária de uma agência de modelos Malu Ornelas no ano de 2002, enquanto fazia compras com a mãe. Foi somente no começo de 2004 que a família da modelo, tendo a mãe ainda um tanto quanto relutante, a encaminhou para a agência, quando então foi inscrita no concurso.
Camila foi levada pelo pai para os primeiros testes. Rogério Finn, era vendedor de uma empresa do ramo de bebidas, e atualmente vive com a filha em Nova York. A modelo já fez editoriais de moda para a Vogue e a Glamour italiana, desfiles nos Estados Unidos e Europa (Calvin Klein, Cacharrel, Chloé, Costume Nacional) e estrelar a campanha da marca Benetton. 
Camila fez um clipe para a banda carioca Skore (Labirinto). Também foi a capa do EP da banda de Santos, Depois da Tempestade, com o single Eleva. Fez o curta metragem Des, falando sobre a vida de modelo. 